# Елшанское муниципальное образование (Хвалынский район)
Елшанское муниципальное образование — муниципальное образование со статусом сельского поселения в Хвалынском районе Саратовской области Российской Федерации.
Административный центр — село Елшанка.

## История
Статус и границы сельского поселения установлены Законом Саратовской области от 29 декабря 2004 года N 112-ЗСО «О муниципальных образованиях, входящих в состав Хвалынского района».

## Население
| 2010  | 2011  | 2012  | 2013  | 2014  | 2015  | 2016  |
| ----- | ----- | ----- | ----- | ----- | ----- | ----- |
| 1406  | ↘1402 | ↗1435 | ↘1419 | ↘1380 | ↘1332 | ↘1305 |
| 2017  | 2018  | 2019  | 2020  | 2021  |       |       |
| ↘1237 | ↗1243 | ↘1212 | ↘1178 | ↘1141 |       |       |

## Состав сельского поселения
| № | Населённый пункт | Тип населённого пункта       | Население |
| - | ---------------- | ---------------------------- | --------- |
| 1 | Елшанка          | село, административный центр | ↘585      |
| 2 | Еремкино         | село                         | ↘181      |
| 3 | Кулатка          | железнодорожная станция      | ↘101      |
| 4 | Поповка          | село                         | ↘341      |
| 5 | Старая Лебежайка | село                         | ↘198      |